# Trine
Trine je akční plošinovka pro PC a PS3. Byla vytvořena finským vývojářským studiem Frozenbyte. Je to akce odehrávající se ve fantasy světě, kde hráč ovládá tři postavy při boji s monstry, které ohrožují království. Čaroděj vytváří objekty, zlodějka využívá svou rychlost a přesnost, rytíř je zase ideální na destrukci a boj. Hra staví zvláště na fyzikálním modelu, který je využit jak k řešení puzzle, tak pro boj s nepřáteli.